# Чжэньсин
Чжэньси́н (кит. упр. 振兴, пиньинь Zhènxīng) — район городского подчинения городского округа Даньдун (КНР). Здесь находится политический и деловой центр Даньдуна.

## История
После того, как властями Маньчжоу-го в декабре 1937 года урбанизированная часть уезда Аньдун была выделена в отдельный город Аньдун, на этих землях были образованы его районы Дахэ (大和), Сюйжи (旭日) и Чжунсин (中兴). После окончания Второй мировой войны и ликвидации Маньчжоу-го на этих землях в 1945 году были образованы районы Чжунъян (中央), Чжэньцзян (镇江) и Чжунсин. В 1947 году районы Чжэньцзян и Чжунсин были объединены в район Чжэньсин (镇兴). В 1956 году район Чжунъян был присоединён к району Чжэньсин. В 1965 году написание названия района Чжэньсин было изменено с 镇兴 на 振兴.

## Административное деление
Район Чжэньсин делится на 9 уличных комитетов и 1 посёлок.

## Соседние административные единицы
Район Чжэньсин граничит со следующими административными единицами:
- Район Юаньбао (на севере)
- Район Чжэньань (на северо-западе)
- Городской уезд Дунган (на юго-западе)
- На востоке район примыкает к государственной границе с КНДР

## Достопримечательности
- Мемориальный музей войны против США для поддержания корейского народа